# 江志伊
江志伊（1859年—1929年），安徽旌德江村人。清朝政治人物、进士出身。
光绪二十四年（1898年），登戊戌科进士，同年五月，改翰林院庶吉士。光緒二十九年四月，散館，授翰林院編修。后担任贵州思南府知府；晚年创建旌德学堂、公立养正初小学堂等。著有《沈氏玄空学》、《农书述要》。